# Philippe Curval

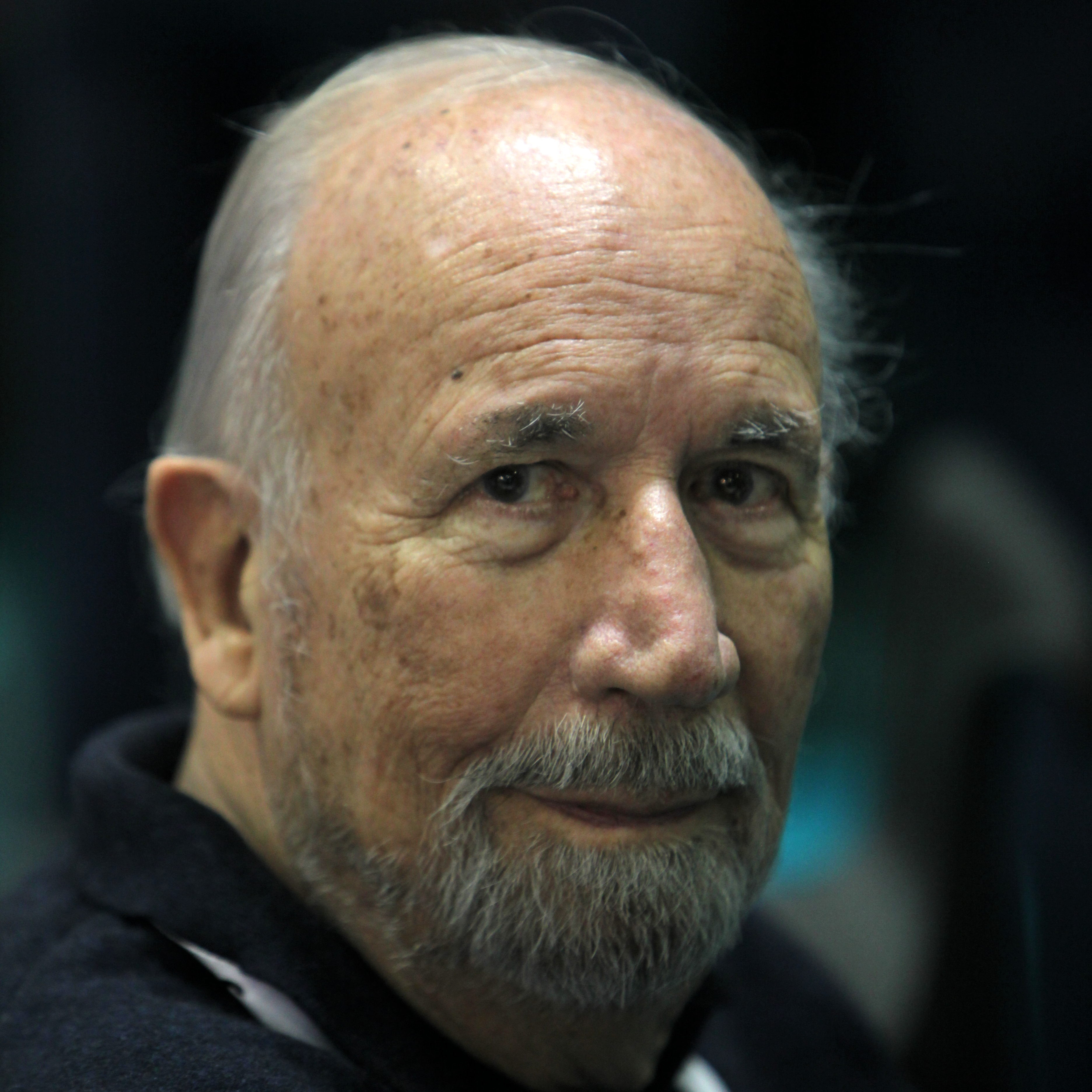
Philippe Curval (2019)

Philippe Curval (eigentlich Philippe Tronche; geboren am 27. Dezember 1929 in Paris; † 5. August 2023) war ein französischer Science-Fiction-Autor, Illustrator und Wissenschaftsjournalist.

## Leben
Curval ist seit Mitte der 1950er Jahre mit der französischen Science-Fiction verbunden und gilt als einer ihrer wichtigsten Autoren. Eine erste Erzählung erschien 1955, sein erster Roman Les fleurs de Vénus 1960. Sein Werk wurde mehrfach ausgezeichnet, unter anderem  mit dem Grand Prix de l’Imaginaire 1975 und dem Prix Apollo 1977. Zwei seiner Romane wurden ins Deutsche übersetzt.
Philippe Curval starb Anfang August 2023 im Alter von 93 Jahren.

## Auszeichnungen
- 1962: Prix Jules-Verne für Le ressac de l'espace
- 1975: Grand Prix de l’Imaginaire für L'homme à rebours
- 1977: Prix Apollo für Cette chère humanité
- 2012: Prix Cyrano der Convention nationale de science-fiction

## Werke
Romane
- Les fleurs de Vénus (1960)
- Le ressac de l'espace (1962)
- La forteresse de coton (1967)
- Les sables de Falun (1970)
- L'homme à rebours (1974)
- Un soupçon de néant (1977)
- Rut aux étoiles (1979)
- Y a quelqu'un ? (1979)
  - Deutsch: Ist da jemand? 	Heyne SF&F #3919, 1982, ISBN 3-453-30845-X.
- La face cachée du désir (1980)
  - Deutsch: Das Wunschgesicht. Heyne SF&F #4025, 1983, ISBN 3-453-30965-0.
- Tous vers l'extase (1981)
- L'odeur de la bête (1981)
- Akiloë (1988)
- Les évadés du mirage (1995)
- Voyance aveugle (1998)
- Congo Pantin (2000)
- Voyage a l'envers (2000)
- Lothar blues (2008)

Marcom-Serie
- 1 Cette chère humanité (1976)
- 2 Le dormeur s'éveillera-t-il ? (1979)
- 3 En souvenir du futur (1983)

Sammlungen
- Le livre d'or de la Science-Fiction : Philippe Curval (1980)
- Regarde, fiston, s'il n'y a pas un extra-terrestre derrière la bouteille de vin (1980)
- Debout les morts ! Le train fantôme entre en gare (1984)
- Comment jouer à l'homme invisible en trois leçons (1986)
- Habite-t-on réellement quelque part ? (1989)
- Rasta solitude (2003)
- L'homme qui s'arrêta : journaux ultimes (2009)

## Einzelnachweis
1. ↑  Mort de Philippe Curval : plus qu'un Monsieur de la SF, une “Tronche”. In: actualitte.com. 6. August 2023, abgerufen am 6. August 2023 (französisch).

| Personendaten    | Personendaten                                                                |
| ---------------- | ---------------------------------------------------------------------------- |
| NAME             | Curval, Philippe                                                             |
| ALTERNATIVNAMEN  | Tronche, Philippe (wirklicher Name)                                          |
| KURZBESCHREIBUNG | französischer Science-Fiction-Autor, Illustrator und Wissenschaftsjournalist |
| GEBURTSDATUM     | 27. Dezember 1929                                                            |
| GEBURTSORT       | Paris                                                                        |
| STERBEDATUM      | 5. August 2023                                                               |